# إكيندوروس تينليس

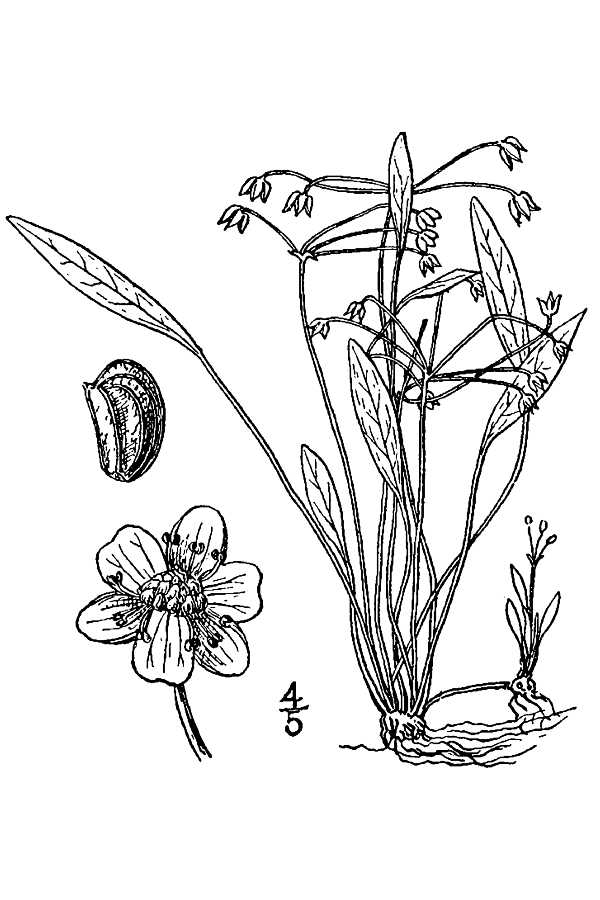

اكيندوروس تينليس (باللاتينية: Echinodorus tenellus)، نوع من أنواع النباتات، يصل طوله إلى 8 سم ويتكاثر سريعا عن طريق جذور ممتدة.